# Ferdinand I. Neapolsko-Sicilský
Ferdinand I. (12. ledna 1751, Neapol – 4. ledna 1825, Neapol), byl v letech 1816–1825 prvním králem Obojí Sicílie, před tím vládl od roku 1759 v Neapolském království jako král Ferdinand IV. a v Sicilském království jako Ferdinand III. Z trůnu byl za dobu své vlády sesazen v Neapoli celkem dvakrát: poprvé během revoluce v roce 1799 a podruhé Napoleonem Bonapartem v roce 1805.
Ferdinand byl třetím synem krále Karla III. Španělského a jeho manželky Marie Amálie Saské. V roce 1759 zemřel ve Španělsku král Ferdinand VI. a Karel, v té době neapolský a sicilský král, jej následoval jako král španělský. Trůn v Neapoli přenechal třetímu synovi Ferdinandovi, protože nejstarší Filip byl mentálně postižený a druhorozený Karel se stal následníkem trůnu ve Španělsku. Ferdinand I. je zakladatelem neapolsko-sicilské linie rodu Bourbonů.

## Mládí
Ferdinand se narodil v Neapoli a vyrůstal v palácích v Portici a Casertě. Od mala byl vyučován latině, francouzštině a němčině, ale více než pár frází se do konce života z těchto jazyků nenaučil. Měl také problémy s výukou počtů. V oblasti vzdělávání byl nejúspěšnější v psaní, kde jeho učitel poukazoval na hezký rukopis. Vynikal ovšem v plavání, v lovu a jízdě na koni. Britský velvyslanec v Neapoli jej popisoval jako málo jemnocitného, vzteklého a vzpurného. Král měl bledou, podlouhlou tvář, v niž dominoval nos – a proto se mu přezdívalo Il re nasone, „král Nosatec“ – měl široká ústa, živý pohled a drobnou, ale robustní postavu. Ferdinand měl rád zvířata a tak po královském paláci volně pobíhalo množství psů, koček, králíků a poletovali papoušci.
V roce 1759 jeho otec abdikoval a Ferdinand se v souladu s úmluvami stal králem. Do jeho plnoletosti za něho vládla regentská rada v čele s Toskáncem Bernardem Tanuccim. Tento schopný muž chtěl většinu moci soustředit ve svých rukou, a proto zanedbával další vzdělání mladého krále a podporoval jej údajně v jeho zálibě v zábavách, požitcích a lenosti, nikoliv ve vzdělávání a vládě. Přesto již roku 1778 lze ocenit Ferdinandovo rozhodnutí adaptovat část královského paláce v San Leuciu u Caserty na hedvábnickou manufakturu.

## Vláda

### Král neapolsko-sicilský
Ferdinandovo dětství skončilo v roce 1767 a jeho prvním počinem bylo vyhnání jezuitů. Následujícího roku se oženil s rakouskou arcivévodkyní Marií Karolinou, druhou nejmladší dcerou královny Marie Terezie a císaře Františka I. Štěpána. Dle manželské smlouvy se směla Marie Karolina po narození prvního syna účastnit zasedání státní rady a královna tohoto politického vlivu využila.
Tanucci, který královně odporoval, byl v roce 1777 ze svých funkcí odvolán. V roce 1779 byl velitelem námořnictva jmenován Angličan sir John Acton, který podporoval Marii Karolinu ve snaze vymanit se ze španělského vlivu a sblížit se s Rakouskem a Velkou Británií. Po vypuknutí Francouzské revoluce v roce 1789 nebyl neapolský dvůr v rozporu s Francií a královna dokonce sympatizovala s některými revolučními myšlenkami, ale když byli v roce 1793 popraveni francouzský král a královna, její mladší sestra, připojilo se Neapolsko k protifrancouzské koalici. Když v roce 1798 vstoupili Francouzi do Říma, uprchla královská rodina na lodi admirála Nelsona na Sicílii. Během plavby loď přepadla bouře a náročnou cestu nepřežil králův nejmladší syn Albert, který zemřel na vyčerpání.

### Boje o Neapol
V lednu 1799 obsadili Francouzi i Neapol. Když o několik týdnů později byli Napoleonovi vojáci odvoláni do severní Itálie, král Ferdinand využil situace, narychlo sestavil armádu a pod vedením kardinála Ruffa ji vyslal dobýt zpět pevninskou část království. S podporou britského dělostřelectva se v květnu 1800 podařilo dosáhnout Neapole. Král se vrátil do města brzy poté a vypořádal se s lidmi, kteří spolupracovali s Francouzi. Když začala válka mezi Francií a Rakouskem, Ferdinand sice v roce 1805 podepsal smlouvu o neutralitě, nicméně krátce poté se spojil s Rakouskem a umožnil anglicko-ruským vojskům vstoupit do Neapole. Po bitvě u Slavkova vyslal Napoleon armádu do jižní Itálie a Ferdinand byl nucen znovu uprchnout do Palerma (23. ledna 1806), kam byl brzy následován manželkou a dětmi.
Dne 14. února 1806 obsadila Napoleonova vojska Neapol, prohlásila Bourbony za zbavené trůnu a Napoleonův bratr Josef byl prohlášen neapolským králem. Ferdinand nadále vládl na Sicílii za britské podpory. Na Sicílii existoval parlamentní systém již delší dobu a lord William Bentinck, britský ministr financí, trval na reformě ústavy dle britského a francouzského typu. Ferdinand se faktické moci vzdal, syna Františka jmenoval regentem a královna na naléhání Bentincka odešla do exilu v Rakousku, kde v roce 1814 zemřela.

### Král Obojí Sicílie

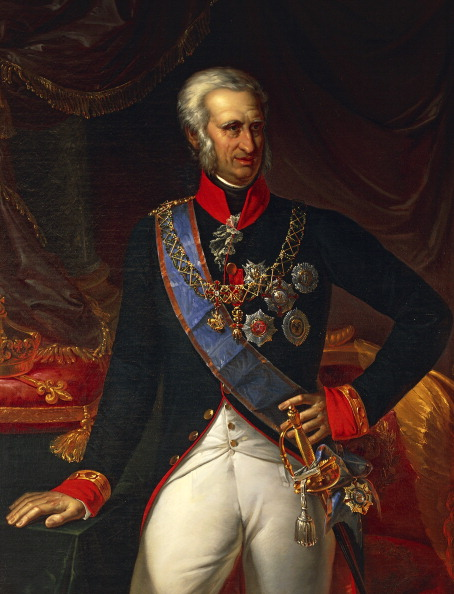
Ferdinand I. kolem roku 1820

Po porážce v neapolské válce byl sesazen z trůnu v Neapoli Joachim Murat a Ferdinand se v roce 1815 vrátil na trůn, ale byl pod vlivem Rakouska a Rakušan hrabě von Westmeath byl dokonce vrchním velitelem armád. Po příští čtyři roky vládl Ferdinand jako absolutistický monarcha a nepřipouštěl ústavní reformy.
Potlačování liberálních názorů však vedlo k šíření vlivu tzv. karbonářů, kteří v té době zaujali velkou část armády. V červenci 1820 vypukla vojenská vzpoura a Ferdinand byl donucen k podpisu ústavy. Oproti tomu vzpoura na Sicílii byla úspěšně potlačena neapolskými vojáky. Úspěch revoluce v Neapoli velmi znepokojil Svatou alianci, která se strachovala šíření podobných nálad do dalších italských států, případně do celé Evropy. Král byl přesvědčen kancléřem Metternichem a ten vyslal rakouskou armádu do Neapole na „obnovení pořádku“. Dne 7. března 1821 byli u Rieti neapolští revolucionáři poraženi rakouskými vojsky, která následně vstoupila do Neapole. Po vítězství Rakušanů král rozpustil parlament, tvrdě potlačoval liberály a pronásledoval karbonáře. Rakouský hrabě Ficquelmont byl jmenován velvyslancem v Neapoli a jako takový prakticky řídil správu země a posiloval rakouský vliv. Ferdinand I. zemřel v roce 1825 jako čtyřiasedmdesátiletý po šedesáti šesti letech vlády.

## Manželství a potomci
Ferdinand se 7. dubna 1768 oženil s druhou nejmladší dcerou královny Marie Terezie, arcivévodkyní Marií Karolinou. Měli spolu celkem osmnáct dětí:
- Marie Tereza (6. června 1772 – 13. dubna 1807), ⚭ 1790 František I. (12. února 1768 – 2. března 1835), rakouský arcivévoda, v letech 1792–1835 král uherský, chorvatský a český, v letech 1804–1835 císař rakouský, v letech 1815–1835 král lombardsko-benátský a v letech 1792–1806 poslední císař Svaté říše římské národa německého
- Luisa Marie (27. července 1773 – 19. září 1802), ⚭ 1790 Ferdinand III. (6. května 1769 – 18. července 1824), rakouský arcivévoda a toskánský velkovévoda
- Karel Tito (6. ledna 1775 – 17. prosince 1778), kalabrijský princ
- Marie Anna (23. listopadu 1775 – 22. února 1780)
- František I. (14. srpna 1777 – 8. listopadu 1830), král obojí Sicílie od roku 1825 až do své smrti,
⚭ 1797 Marie Klementina Habsbursko-Lotrinská (24. dubna 1777 – 15. listopadu 1801)
⚭ 1802 Marie Isabela Španělská (6. července 1789 – 13. září 1848)
- Marie Kristýna (17. ledna 1779 – 11. března 1849), ⚭ 1807 Karel Felix I. (6. dubna 1765 – 27. dubna 1831), vévoda savojský, piemontský, aostský a král sardinský od roku 1821 až do své smrti
- Marie Amélie (17. ledna 1779 – 26. února 1783)
- Karel Gennaro (12. dubna 1780 – 2. ledna 1789)
- Josef Karel (18. června 1781 – 19. února 1783)
- Marie Amálie (26. dubna 1782 – 24. března 1866), ⚭ 1809 Ludvík Filip Orleánský (6. října 1773 – 26. srpna 1850), francouzský král v letech 1830 až 1848
- Marie Kristina (*/† 19. července 1783)
- Marie Antonie (14. prosince 1784 – 21. května 1806), ⚭ 1802 Ferdinand VII. (14. října 1784 – 29. září 1833), král španělský v březnu až květnu roku 1808 a poté od roku 1813 až do své smrti
- Marie Klotilda (18. února 1786 – 10. září 1792)
- Marie Jindřiška (31. července 1787 – 10. září 1792)
- Karel Gennaro (26. srpna 1788 – 1. února 1789)
- Leopold (2. července 1790 – 10. března 1851), vévoda salernský, ⚭ 1818 Marie Klementina Habsbursko-Lotrinská (1. března 1798 – 3. září 1881)
- Albert Mário (2. května 1792 – 25. prosince 1798)
- Marie Isabela (2. prosince 1793 – 23. dubna 1801)

Necelé tři měsíce po smrti své první ženy se král Ferdinand 27. listopadu 1814 oženil se 44letou Lucií Migliaccio. Toto morganatické a skandální manželství bylo bezdětné a Lucie přežila Ferdinanda o pouhý jeden rok.

## Vývod předků
|                                 |                                       |  |                     |                                         |  |  |  |  |  |  |  | Ludvík XIV. Francouzský |
|                                 |                                       |  |                     |                                         |  |  |  |  |  |  |  |                         |
|                                 | Ludvík Francouzský                    |  |                     |                                         |  |  |  |  |  |  |  |                         |
|                                 |                                       |  |                     |                                         |  |  |  |  |  |  |  |                         |
|                                 |                                       |  |                     | Marie Tereza Habsburská                 |  |  |  |  |  |  |  |                         |
|                                 |                                       |  |                     |                                         |  |  |  |  |  |  |  |                         |
|                                 | Filip V. Španělský                    |  |                     |                                         |  |  |  |  |  |  |  |                         |
|                                 |                                       |  |                     |                                         |  |  |  |  |  |  |  |                         |
|                                 |                                       |  |                     | Ferdinand Maria Bavorský                |  |  |  |  |  |  |  |                         |
|                                 |                                       |  |                     |                                         |  |  |  |  |  |  |  |                         |
|                                 | Marie Anna Bavorská                   |  |                     |                                         |  |  |  |  |  |  |  |                         |
|                                 |                                       |  |                     |                                         |  |  |  |  |  |  |  |                         |
|                                 |                                       |  |                     | Jindřiška Adéla Savojská                |  |  |  |  |  |  |  |                         |
|                                 |                                       |  |                     |                                         |  |  |  |  |  |  |  |                         |
|                                 | Karel III. Španělský                  |  |                     |                                         |  |  |  |  |  |  |  |                         |
|                                 |                                       |  |                     |                                         |  |  |  |  |  |  |  |                         |
|                                 |                                       |  |                     | Ranuccio II. Farnese                    |  |  |  |  |  |  |  |                         |
|                                 |                                       |  |                     |                                         |  |  |  |  |  |  |  |                         |
|                                 | Eduard Parmský                        |  |                     |                                         |  |  |  |  |  |  |  |                         |
|                                 |                                       |  |                     |                                         |  |  |  |  |  |  |  |                         |
|                                 |                                       |  |                     | Isabela Estenská                        |  |  |  |  |  |  |  |                         |
|                                 |                                       |  |                     |                                         |  |  |  |  |  |  |  |                         |
|                                 | Alžběta Farnese                       |  |                     |                                         |  |  |  |  |  |  |  |                         |
|                                 |                                       |  |                     |                                         |  |  |  |  |  |  |  |                         |
|                                 |                                       |  |                     | Filip Vilém Falcký                      |  |  |  |  |  |  |  |                         |
|                                 |                                       |  |                     |                                         |  |  |  |  |  |  |  |                         |
|                                 | Dorotea Žofie Falcko-Neuburská        |  |                     |                                         |  |  |  |  |  |  |  |                         |
|                                 |                                       |  |                     |                                         |  |  |  |  |  |  |  |                         |
|                                 |                                       |  |                     | Alžběta Amálie Hesensko-Darmstadtská    |  |  |  |  |  |  |  |                         |
|                                 |                                       |  |                     |                                         |  |  |  |  |  |  |  |                         |
| Ferdinand I. Neapolsko-Sicilský |                                       |  |                     |                                         |  |  |  |  |  |  |  |                         |
|                                 |                                       |  |                     |                                         |  |  |  |  |  |  |  |                         |
|                                 |                                       |  | Jan Jiří III. Saský |                                         |  |  |  |  |  |  |  |                         |
|                                 |                                       |  |                     |                                         |  |  |  |  |  |  |  |                         |
|                                 | August II. Silný                      |  |                     |                                         |  |  |  |  |  |  |  |                         |
|                                 |                                       |  |                     |                                         |  |  |  |  |  |  |  |                         |
|                                 |                                       |  |                     | Anna Žofie Dánská                       |  |  |  |  |  |  |  |                         |
|                                 |                                       |  |                     |                                         |  |  |  |  |  |  |  |                         |
|                                 | August III. Polský                    |  |                     |                                         |  |  |  |  |  |  |  |                         |
|                                 |                                       |  |                     |                                         |  |  |  |  |  |  |  |                         |
|                                 |                                       |  |                     | Kristián Arnošt Braniborsko-Bayreuthský |  |  |  |  |  |  |  |                         |
|                                 |                                       |  |                     |                                         |  |  |  |  |  |  |  |                         |
|                                 | Kristýna Eberhardýna z Hohenzollernu  |  |                     |                                         |  |  |  |  |  |  |  |                         |
|                                 |                                       |  |                     |                                         |  |  |  |  |  |  |  |                         |
|                                 |                                       |  |                     | Žofie Luisa Württembersko-Winnentalská  |  |  |  |  |  |  |  |                         |
|                                 |                                       |  |                     |                                         |  |  |  |  |  |  |  |                         |
|                                 | Marie Amálie Saská                    |  |                     |                                         |  |  |  |  |  |  |  |                         |
|                                 |                                       |  |                     |                                         |  |  |  |  |  |  |  |                         |
|                                 |                                       |  |                     | Leopold I. Habsburský                   |  |  |  |  |  |  |  |                         |
|                                 |                                       |  |                     |                                         |  |  |  |  |  |  |  |                         |
|                                 | Josef I. Habsburský                   |  |                     |                                         |  |  |  |  |  |  |  |                         |
|                                 |                                       |  |                     |                                         |  |  |  |  |  |  |  |                         |
|                                 |                                       |  |                     | Eleonora Magdalena Falcko-Neuburská     |  |  |  |  |  |  |  |                         |
|                                 |                                       |  |                     |                                         |  |  |  |  |  |  |  |                         |
|                                 | Marie Josefa Habsburská               |  |                     |                                         |  |  |  |  |  |  |  |                         |
|                                 |                                       |  |                     |                                         |  |  |  |  |  |  |  |                         |
|                                 |                                       |  |                     | Jan Bedřich Brunšvicko-Lüneburský       |  |  |  |  |  |  |  |                         |
|                                 |                                       |  |                     |                                         |  |  |  |  |  |  |  |                         |
|                                 | Amálie Vilemína Brunšvicko-Lüneburská |  |                     |                                         |  |  |  |  |  |  |  |                         |
|                                 |                                       |  |                     |                                         |  |  |  |  |  |  |  |                         |
|                                 |                                       |  |                     | Benedikta Jindřiška Falcko-Simmernská   |  |  |  |  |  |  |  |                         |
|                                 |                                       |  |                     |                                         |  |  |  |  |  |  |  |                         |